# Roadblock: End of the Line
Roadblock: End of the Line è stato un evento in pay-per-view di wrestling organizzato dalla WWE. L'evento, esclusivo del roster di Raw, si è svolto il 18 dicembre 2016 alla PPG Paints Arena di Pittsburgh (Pennsylvania).

## Storyline
Il 20 novembre, alle Survivor Series, Kevin Owens e Chris Jericho hanno preso parte al 5-on-5 Traditional Survivor Series Elimination match come membri del Team Raw contro il Team SmackDown; il Team Raw è stato sconfitto e sia Jericho che Owens sono stati eliminati, con quest'ultimo che ha utilizzato la lista di Jericho per colpire AJ Styles, causando un punto di rottura tra i due, avvenuto successivamente nella puntata di Raw del 21 novembre. Lo United States Champion Roman Reigns ha chiesto un match valevole per l'Universal Championship di Owens per Roadblock e lo ha ottenuto sconfiggendo lo stesso Owens quella stessa sera, in un match non titolato.
Nella puntata di Raw del 5 dicembre Seth Rollins ha chiamato Triple H, colui che gli è costato il Fatal 4-Way match per l'Universal Championship ma al suo posto è invece arrivato l'Universal Champion Kevin Owens, che lo ha informato che a Roadblock: End of the Line dovrà affrontare Chris Jericho.
Nella puntata di Raw del 28 novembre Sasha Banks ha sconfitto Charlotte Flair in un Falls Count Anywhere match conquistando per la terza volta il Raw Women's Championship; nel post match è intervenuto Ric Flair, padre di Charlotte, per complimentarsi con la nuova campionessa. Nella successiva puntata di Raw del 5 dicembre, dopo aver schiaffeggiato suo padre, Charlotte ha sfidato Sasha ad un 30-minute Iron Woman match per il Raw Women's Championship a Roadblock: End of the Line.
Nella prima puntata di 205 Live del 29 novembre Rich Swann ha sconfitto The Brian Kendrick, vincendo il Cruiserweight Championship. A seguito dell'inserimento di TJ Perkins in una disputa, il 12 dicembre è stato annunciato che Swann dovrà difendere il titolo in un Triple Threat match insieme a Kendrick e Perkins a Roadblock: End of the Line.
Nelle puntate di Raw del 21 e del 28 novembre Enzo Amore ha avuto dei problemi con Rusev e sua moglie Lana, dove quest'ultima ha coinvolto Amore in una trappola, facendo sì che venisse attaccato dal marito. La settimana dopo Rusev ha nuovamente attaccato Amore e, in sua difesa, è giunto l'amico Big Cass. Un match tra Big Cass e Rusev è stato dunque stabilito per il Kick-off di Roadblock: End of the Line.
Nella puntata di Raw del 21 novembre il General Manager Mick Foley ha inserito Sami Zayn in un match contro Braun Strowman per aver fallito nel suo match contro The Miz a Survivor Series. Foley ha dovuto interrompere però il match a causa della violenza di Strowman nei confronti di Zayn. Questo ha portato dei seri contrasti tra Zayn (che voleva affrontare Strowman fino all'ultimo) e Foley e per questo motivo, il 12 dicembre, è stato annunciato che Zayn e Strowman si affronteranno a Roadblock: End of the Line in un match con un tempo limite fissato a 10 minuti.
Nella puntata di Raw del 12 dicembre il New Day (Big E, Kofi Kingston e Xavier Woods) ha difeso con successo il Raw Tag Team Championship in un Triple Threat Tag Team match che includeva anche Cesaro e Sheamus e Luke Gallows e Karl Anderson. Il 14 dicembre, al Tribute to the Troops, Cesaro e Sheamus hanno vinto un Fatal 4-Way Tag Team match che includeva anche Luke Gallows e Karl Anderson, i Golden Truth (Goldust e R-Truth) e gli Shining Stars (Primo e Epico), diventando i contendenti nº 1 al Raw Tag Team Championship del New Day.

## Risultati
| #       | Incontri                                                                     | Stipulazioni | Durata |
| ------- | ---------------------------------------------------------------------------- | --- | ------ |
| Kickoff | Rusev (con Lana) ha sconfitto Big Cass (con Enzo Amore) per count-out        | Single match | 04:30  |
| 1       | Cesaro e Sheamus hanno sconfitto il New Day (c)                              | Tag team match per il WWE Raw Tag Team Championship                                                                                     | 10:10  |
| 2       | Sami Zayn ha sconfitto Braun Strowman per scadenza del tempo limite          | Single match con tempo limite di 10 minuti Se Braun Strowman non avesse vinto entro il tempo limite, sarebbe stato dichiarato sconfitto | 10:00  |
| 3       | Seth Rollins ha sconfitto Chris Jericho                                      | Single match | 17:05  |
| 4       | Rich Swann (c) ha sconfitto Brian Kendrick e TJ Perkins                      | Triple threat match per il WWE Cruiserweight Championship                                                                               | 06:00  |
| 5       | Charlotte Flair ha sconfitto Sasha Banks (c) per 3-2 nei tempi supplementari | Iron woman match per il WWE Raw Women's Championship                                                                                    | 34:45  |
| 6       | Kevin Owens (c) ha sconfitto Roman Reigns per squalifica                     | Single match per il WWE Universal Championship                                                                                          | 23:20  |